# 烏拉洛韋
52°11′1″N 33°33′4″E / 52.18361°N 33.55111°E
烏拉洛韋（羅馬化：Uralove）是位於烏克蘭東北部的村莊，由蘇梅州紹斯特卡區的茲諾布-諾夫霍羅茨凱市鎮負責管轄。該村處於斯維加河左岸，分別距離奇欣1公里和希利奇奇5公里，海拔高度143米，2001年人口597。